# Museum Birka Vikingastaden

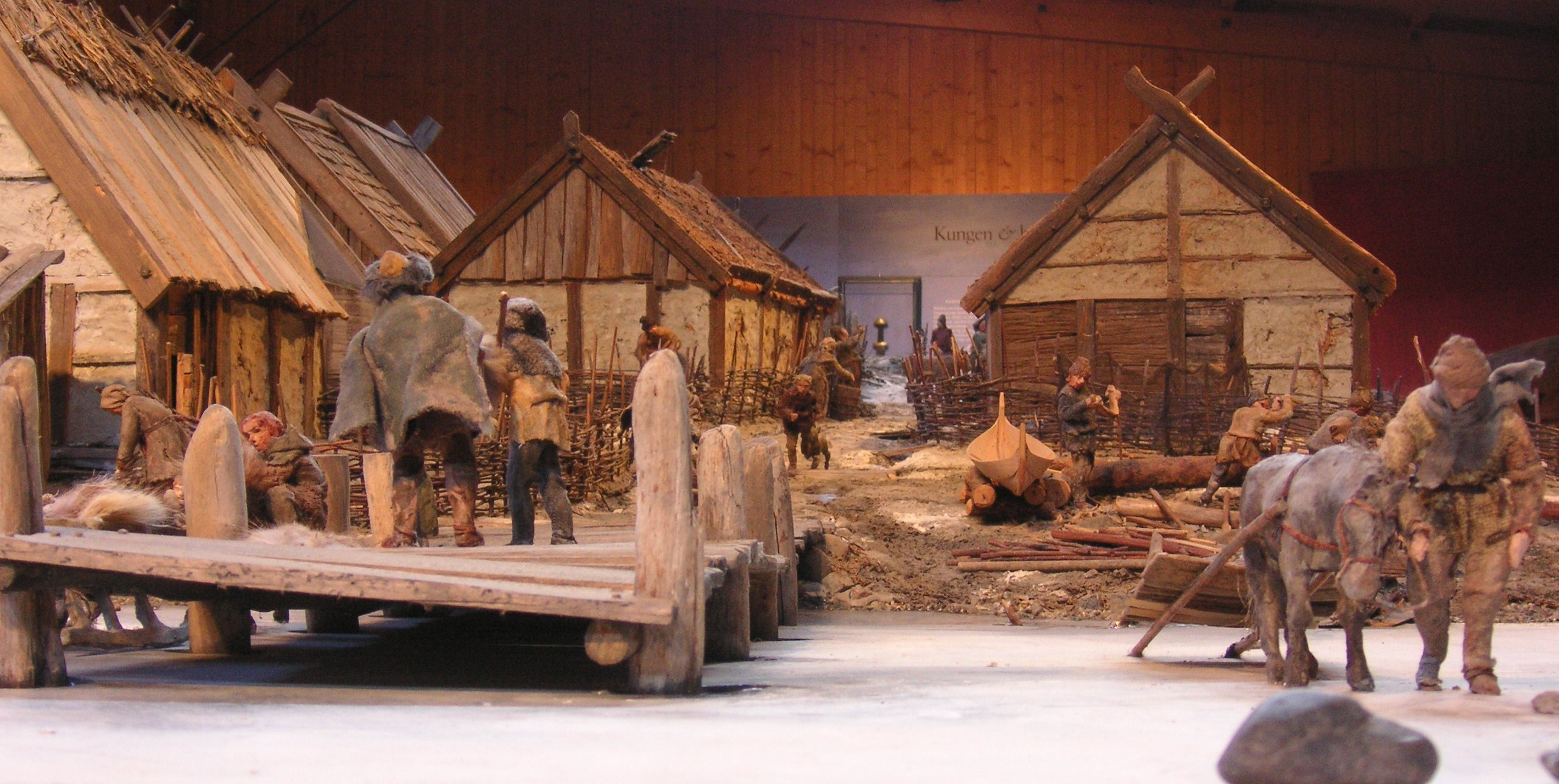
Museum Birka Vikingastaden

Museum Birka Vikingastaden is een museum op het eiland Björkö in het Zweedse Birka. Het museum belicht de tijd van de Vikingen. In het museum wordt aan de hand van archeologische vondsten (houten voorwerpen, runensteen) het verhaal van Birka uit de doeken gedaan. In de tentoonstelling Begravd på Birka (begraven in Birka) wordt het levensverhaal verteld van verschillende Vikingen die werden begraven op Birka. In het openluchtmuseum werden verschillende vikinghuizen gereconstrueerd.